# Hälltjärnen (Haverö socken, Medelpad, 692262-146773)
Hälltjärnen är en sjö i Ånge kommun i Medelpad och ingår i Ljungans huvudavrinningsområde. Sjöns area är 0,002 kvadratkilometer och den är belägen 350 meter över havet.